# World League di pallavolo 1994
La V World League di pallavolo si svolse dal 6 maggio al 30 luglio 1994. Dopo la fase a gironi, la fase finale, a cui si qualificarono le prime due squadre classificate nei tre gironi di qualificazione, si disputò dal 27 al 30 luglio a Milano, in Italia. La vittoria finale andò per la quarta volta all'Italia.

## Squadre partecipanti
| - Bulgaria - Germania - Grecia - Italia - Paesi Bassi - Russia | - Brasile - Cuba - Stati Uniti | - Cina - Corea del Sud - Giappone |

## Gironi
| Gruppo A                    | Gruppo B                            | Gruppo C                                |
| --------------------------- | ----------------------------------- | --------------------------------------- |
| Cina Giappone Italia Russia | Brasile Bulgaria Grecia Stati Uniti | Corea del Sud Cuba Germania Paesi Bassi |

## Fase finale

### Girone unico
Le vincenti di ogni gruppo giocano una partita con le squadre classificatesi al secondo posto negli altri due gruppi. Non vengono considerati i risultati ottenuti nella prima fase.

### Finali 1º e 3º posto
|  | Semifinali | Semifinali | Semifinali |        |      | Finale          | Finale          | Finale          |  |
|  |            |            |            |        |      |                 |                 |                 |  |
|  | Brasile    | Brasile    | 2          |        |      |                 |                 |                 |  |
|  | Brasile    | Brasile    | 2          |        |      |                 |                 |                 |  |
|  | Cuba       | Cuba       | 3          |        |      |                 |                 |                 |  |
|  | Cuba       | Cuba       | 3          |        | Cuba | Cuba            | 0               |                 |  |
|  |            |            |            |        | Cuba | Cuba            | 0               |                 |  |
|  |            |            | Italia     | Italia | 3    |                 |                 |                 |  |
|  | Bulgaria   | Bulgaria   | Italia     | Italia | 3    | 0               |                 |                 |  |
|  | Bulgaria   | Bulgaria   |            |        |      | 0               |                 |                 |  |
|  | Italia     | Italia     | 3          |        |      | Finale 3º posto | Finale 3º posto | Finale 3º posto |  |
|  | Italia     | Italia     | 3          |        |      |                 |                 |                 |  |
|  |            |            |            |        |      |                 |                 |                 |  |
|  |            |            |            |        |      | Brasile         | Brasile         | 3               |  |
|  |            |            |            |        |      | Brasile         | Brasile         | 3               |  |
|  |            |            |            |        |      | Bulgaria        | Bulgaria        | 2               |  |

## Classifica finale
| Classifica | Squadre       |
| ---------- | ------------- |
|            | Italia        |
|            | Cuba          |
|            | Brasile       |
| 4          | Bulgaria      |
| 5          | Paesi Bassi   |
| 6          | Russia        |
| 7          | Grecia        |
| 8          | Giappone      |
| 9          | Corea del Sud |
| 10         | Germania      |
| 11         | Cina          |
| 12         | Stati Uniti   |

## Premi individuali
- MVP: Andrea Giani
- Miglior schiacciatore: Kim Se-jin
- Miglior muro: Jan Posthuma
- Miglior servizio: Lyobomir Ganev
- Miglior palleggiatore: Shin Jung-chul
- Miglior ricevitore: Park Hi-song
- Miglior difensore: Akihiko Matsuda